# Luigi Galimberti

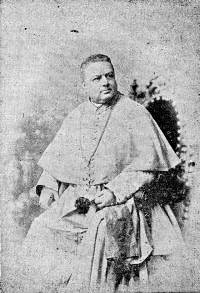
Kardinal Luigi Galimberti (1893)

Luigi Galimberti (* 26. April 1836 in Rom; † 7. Mai 1896 ebenda) war Kurienkardinal und Diplomat des Heiligen Stuhls.

## Leben
Der Sohn einer Anwaltsfamilie besuchte das Römische Seminar, wo er Doktortitel der Philosophie (28. Dezember 1854), der Theologie (9. September 1858) und beider Rechte (11. September 1861) erwarb.
Nach seiner Priesterweihe am 18. Dezember 1858 in Rom setzte er seine Studien in Rom fort. Er war von 1861 bis 1878 Professor der Theologie am Collegio Urbano de Propaganda Fide. Ab 1870 arbeitete Galimberti auch mit katholischen Zeitschriften zusammen, in der Vorbereitung des Konklaves von 1878 unterstützten er und Kardinal Alessandro Franchi gegenüber Journalisten die Kandidatur von Vincenzo Gioacchino Pecci, der schließlich zu Papst Leo XIII. gewählt wurde. Durch seine Aktivitäten stieg er Ende 1881 zum Direktor des Journal de Rome auf, ehe er in selber Position für den Moniteur de Rome tätig war; letzteren hatte der politisch moderate Galimberti im Oktober 1882 gegründet, nachdem er sich mit dem Journal de Rome überworfen hatte. Der Kanoniker der Lateranbasilika und des Petersdoms, Hausprälat Seiner Heiligkeit und Apostolische Protonotar wurde am 28. Juni 1886 zum Sekretär der Kongregation der außerordentlichen kirchlichen Angelegenheiten. Er nahm an den schwierigen Verhandlungen teil, um den Kulturkampf 1887 in Berlin zu beenden. Trotz der erreichten Kompromisse geriet Galimberti in die Kritik insbesondere französischer Katholiken, die in der Aussöhnung zwischen dem Heiligen Stuhl und dem Deutschen Reich einen Nachteil für Frankreich sahen. Wohl auch deswegen wurde er nach dem Tod von Kardinalstaatssekretär Lodovico Jacobini im Februar 1887 nicht dessen Nachfolger, stattdessen erhielt der frankreichfreundliche Mariano Rampolla del Tindaro diesen Posten.
Am 23. Mai 1887 wurde er stattdessen zum Titularerzbischof von Nicaea und Apostolischen Nuntius in Österreich-Ungarn ernannt. Die Bischofsweihe spendete ihm der Erzbischof von Wien, Cölestin Josef Kardinal Ganglbauer OSB am 5. Juni desselben Jahres in Wien; Mitkonsekratoren waren die Wiener Weihbischöfe Edward Angerer und Anton Joseph Gruscha. Papst Leo XIII. nahm ihn am 16. Januar 1893 als Kardinalpriester in das Kardinalskollegium auf und übertrug ihm am 15. Juni des gleichen Jahres die Titelkirche Santi Nereo ed Achilleo. Ab 1894 leitete Kardinal Galimberti bis zu seinem Tod zwei Jahre später als Kardinalbibliothekar das vatikanische Geheimarchiv.
Nach der Aufbahrung in der Kirche San Lorenzo in Lucina wurde er in der Kapelle der Congregatio de Propaganda Fide auf dem römischen Friedhof Campo Verano beigesetzt.